# Hegau

Der Hegau vom Aussichtspunkt Hegaublick, im Hintergrund der Alpstein mit dem Säntis, die Churfirsten und andere Berge der Ostschweiz

Hegau hieß ein historischer Gau des Herzogtums Schwaben nordwestlich des Bodensees im Süden des heutigen Bundeslandes Baden-Württemberg, der zum ersten Mal im Jahre 787 in der latinisierten Form „in pago Egauinsse“ erwähnt wurde. Er reichte an der Südseite vom Überlinger See und der Stadt Konstanz im Südosten bis zum Hochrhein zwischen Stein am Rhein und Schaffhausen im Südwesten. Seine westliche Grenze zog sich, anfangs vor dem Berg Randen in der heutigen Schweiz, nordwärts über die Hegaualb hinweg bis an die junge Donau im Nordwesten. Im Nordosten lag Stockach.
Heute bezeichnet man meistens nur die jungmoräne Kernlandschaft des Gaus ohne die Anteile im heutigen Schweizer Kanton Schaffhausen als Hegau, siehe Abschnitt zum gleichnamigen Naturraum. Bekannt ist dieser vor allem für die vulkanisch geprägten Hegauer Kegelberge (siehe Abschnitt hierzu) westlich der Stadt Singen. Seine Meereshöhe reicht von 395 m am Bodensee bis 867,2 m am Basaltberg Neuhewen.

## Naturraum Hegau
In der ersten Lieferung des Handbuchs der naturräumlichen Gliederung Deutschlands im Jahr 1953 wurde die naturräumliche Haupteinheit 030 Hegau (auch: Hegäu) nach Osten von einer Linie zwischen Radolfzell und Stockach, nach Westen und Nordwesten bis an die Schwäbische Alb (Randen, Hegaualb) gehend eingegrenzt; im Süden gehörte der Schiener Berg bereits zur Nachbareinheit 031 Bodenseebecken und der Hegau war nach dieser Abgrenzung 306 km² groß. Diese Grenzziehung hatte auch in der zweiten Kartierung im Jahre 1960 Bestand.
Als die Gliederung im Jahr 1964 auf Blatt 186 Konstanz im Maßstab 1:200.000 verfeinert werden sollte, befand dessen Autor Alfred G. Benzing indes, dass es streng naturräumlich keinen Sinn mache, den Hegau vom Bodenseebecken zu trennen, weshalb er auf seinem Blatt die Haupteinheit 030/031 Nördliches Bodensee- und Hegaubecken definierte und verfeinerte. Noch rigoroser war sein Kollege Hansjörg Dongus, als der im Jahr 1991 das östliche Nachbarblatt 187/193 Lindau/Oberstdorf verfasste. Dongus legte die „alten“ Einheiten 030 und 031 auch noch mit den alten Einheiten 032 Oberschwäbisches Hügelland und 033 Westallgäuer Hügelland zusammen und definierte die neue Haupteinheit 030 Bodensee-Jungmoränenland. Diese reicht nach Osten bis zum Adelegg und stößt in Norden (Donau-Ablach-Platten) und Nordosten (Riß-Aitrach-Platten) an die Altmoränen der Donau-Iller-Lech-Platte.
Als die Landesanstalt für Umwelt, Messungen und Naturschutz Baden-Württemberg (LUBW) in den unmittelbar folgenden Jahren versuchte, die an den Berührungsstellen oftmals konträren Einzelblätter ihres Bundeslandes zu einer kohärenten Gliederung in Haupteinheiten zusammenzufassen, war es auch ein Ziel, bekannte Landschaftsnamen als Naturraumnamen zu bewahren, weshalb in der dortigen Gliederung der Hegau wieder als Haupteinheit geführt wird. Er ist mit einer Fläche von 715 km² deutlich größer geschnitten als der im Handbuch definierte Hegau und umfasst neben der Halbinsel Bodanrück sowohl die Konstanzer Halbinsel und die Insel Reichenau im äußersten Südosten als auch den Schiener Berg und die Höri im Süden. Nördlich des Überlinger Sees reicht er nach Osten bis Owingen.

### Naturräumliche Gliederung
Folgendermaßen lassen sich die feineren Naturräume aus Blatt 186 Konstanz der Haupteinheit 030 Hegau nach LUBW zuordnen:
- (zu 030 Bodensee-Jungmoränenland nach Blatt Lindau, Hansjörg Dongus)
  - 030 Hegau (nach LUBW)
    - 030/031.1 Südwesthegauer Bergland
      - 030/031.10 Hegauer Kegelbergland
      - 030/031.11 Westhegauer Talwannen (äußerster Westen und Südosten in der Schweiz)
      - 030/031.12 Herblinger-Dörflinger Hügelland (größtenteils in der Schweiz)
      - 030/031.13 Schienerberg (mit Höri-Uferland) (äußerster Westen in der Schweiz)

    - 030/031.2 Mittlere Hegau-Untersee-Senke
      - 030/031.20 Bodensee-Untersee – nach LUBW nicht Teil des Hegau
      - 030/031.21 Insel Reichenau
      - 030/031.22 Konstanzer Niederung
      - 030/031.23 Bodanrückhügelland
      - 030/031.24 Große Hegauniederung (Singener Niederung)

    - 030/031.3 Nordosthegauer Bergland
      - 030/031.30 Hohe Bodanrück-Homburg-Höhen
      - 030/031.31 Engen-Langensteiner Randhöhen
      - 030/031.32 Orsingen-Espasinger Niederung
      - 030/031.33 Stockacher Bergland

Im nördlichen Osten stimmt die Grenzziehung nach LUBW nicht ganz mit der auf Blatt Konstanz überein. Das etwas flachwelligere, etwa dreieckige Gebiet zwischen Sipplingen, Überlingen und Owingen ist auf Blatt Konstanz Teil der Einheit 030/031.40 Überlinger Hügelland und somit der höheren Einheit 030/031.4 Überlingen-Friedrichshafener Hügelland (Niederlinzgauer Hügelland), die ganz im historischen Linzgau liegt.

### Hegauer Kegelbergland

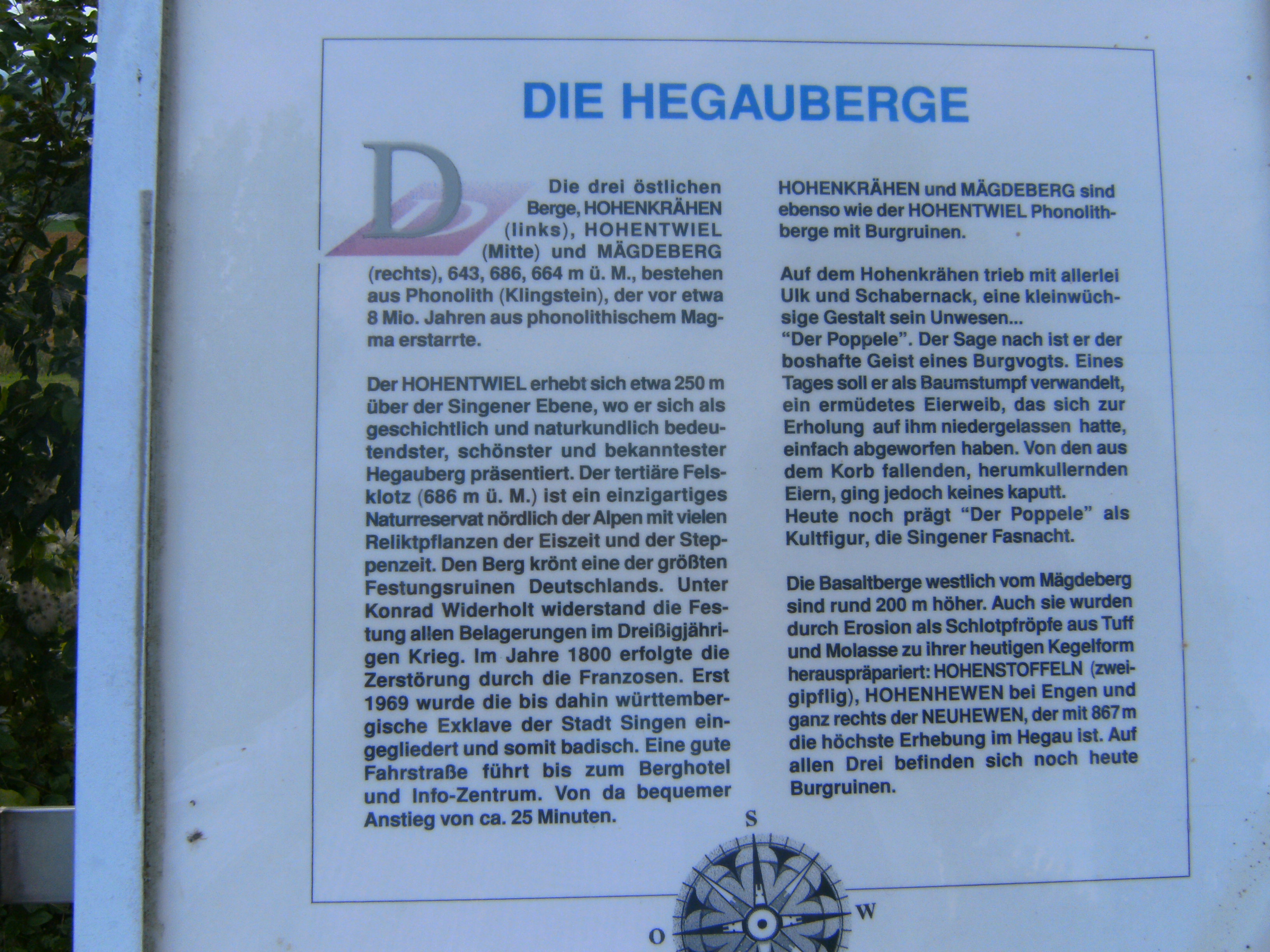
Bundesautobahn 81, Raststätte im Hegau West: Informationstafel Hegauberge

Im Hegauer Kegelbergland finden sich eine Reihe kuppiger, kegelförmiger Schlote von erloschenen Vulkanen, die mit isolierten Höhen zwischen 643 m und 867 m ü. NHN sämtlich die auf ungefähr 400 m Höhe ü. NHN liegende Landschaft überragen. Die Hegauvulkane befinden sich dabei zu beiden Seiten einer Linie, die sich ungefähr von Geisingen bis Singen erstreckt.
Die wissenschaftliche Erforschung des Vulkanfeldes reicht bis ins späte 18. Jahrhundert zurück.

#### Entstehung
In der Mitte des Miozäns (vor etwa 14 Mio. Jahren) setzte im Hegaugebiet, das am Schnittpunkt zweier Störungssysteme liegt, ein starker Vulkanismus ein (beim Hohenstoffeln erst 1,5 Mio. Jahre später). Es entstand ein Vulkanfeld mit rund einem Dutzend Vulkane, die große Mengen Tephra förderten. Dadurch bildete sich eine 100 m mächtige Tuffschicht. Vor 10 Mio. Jahren intrudierte in die westlichen Schlote Melilithit („Hegauer Basalt“). Vor 7 bis 8 Mio. Jahren erfolgte die Intrusion von Phonolith  in die östlichen Schlote. Dieser konnte jedoch nicht bis zur Erdoberfläche gelangen und erstarrte unter der Tuffschicht. Der Grund für diese Vulkantätigkeit wird in einer für geologische Verhältnisse schnellen Absenkung des Oberrheingrabens gesehen.
Im Pleistozän wurde im Zuge der Riß-Kaltzeit (vor etwa 150.000 Jahren) auch das Hegau-Gebiet von einem dicken Eispanzer bedeckt. Der Gletscher räumte Molasse und Tuff ab, die härteren Phonolith- bzw. Basaltkerne waren jedoch widerstandsfähiger und hielten den Eismassen stand. Auf diese Weise wurde das erstarrte Magma freigelegt, und erst dadurch bekam die Landschaft ihr heutiges Aussehen.

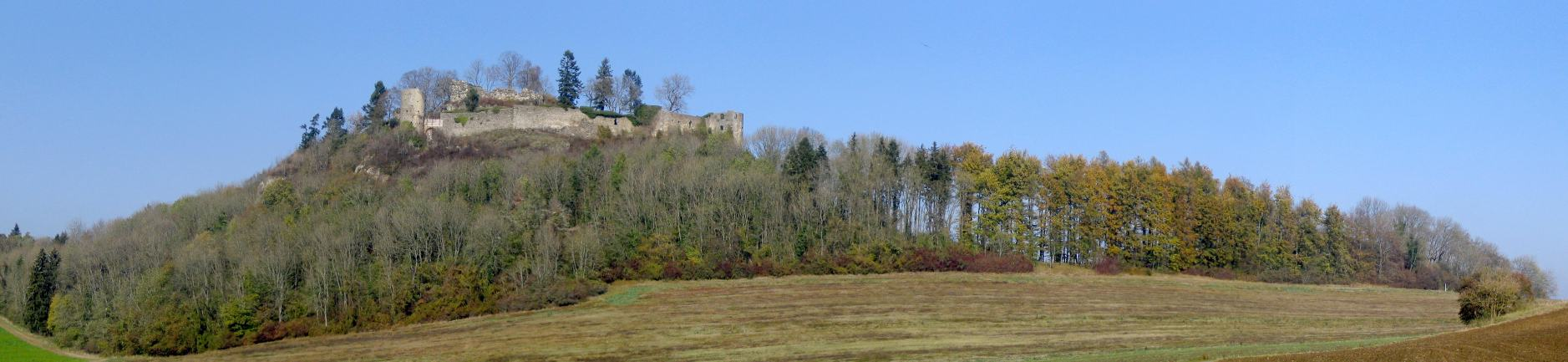
Mägdeberg

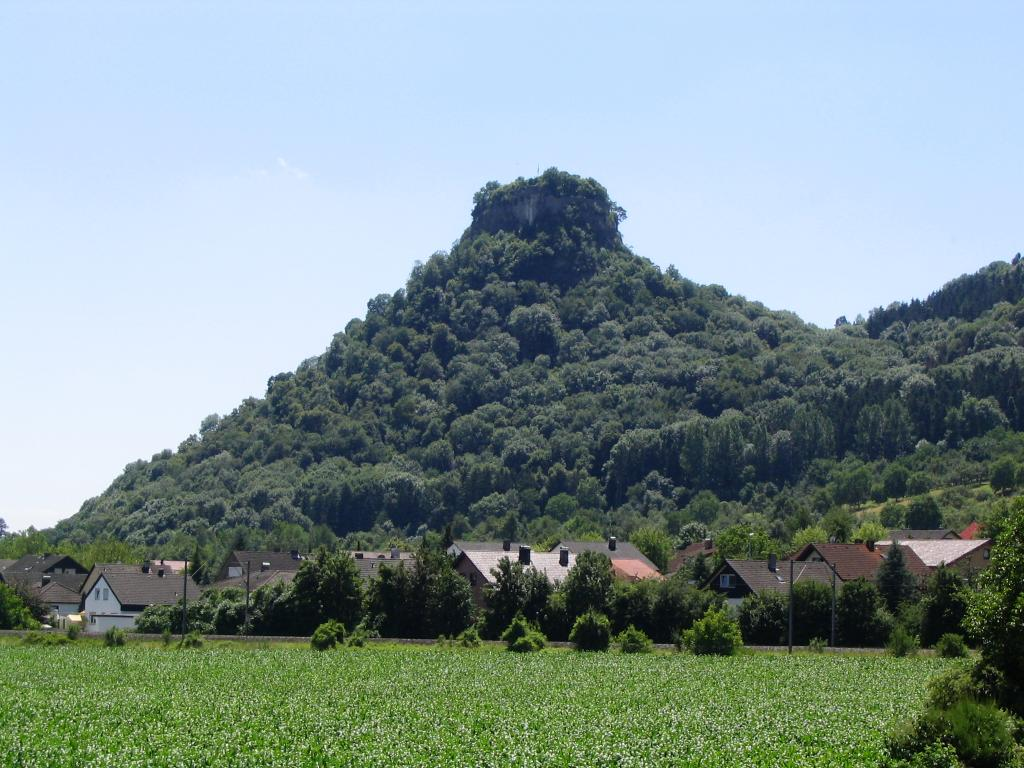
Hohenkrähen

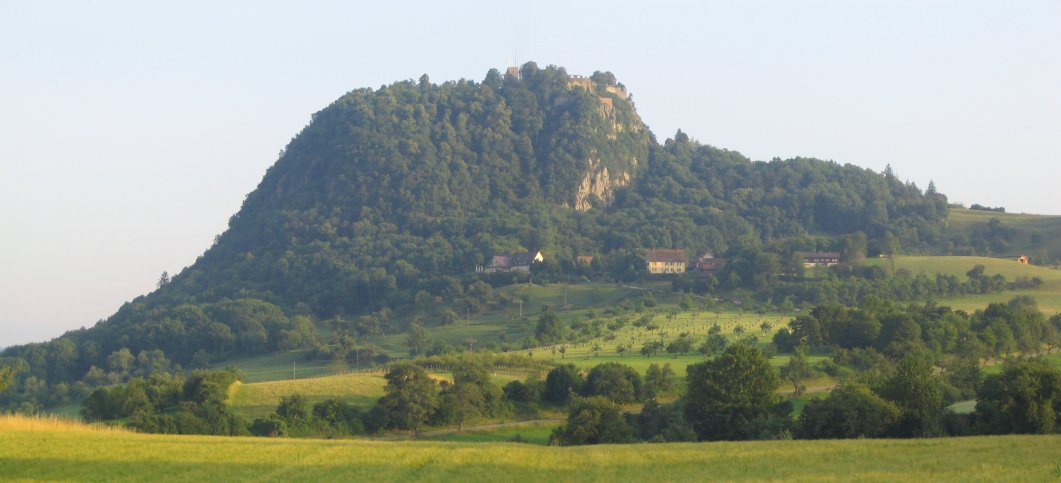
Hohentwiel

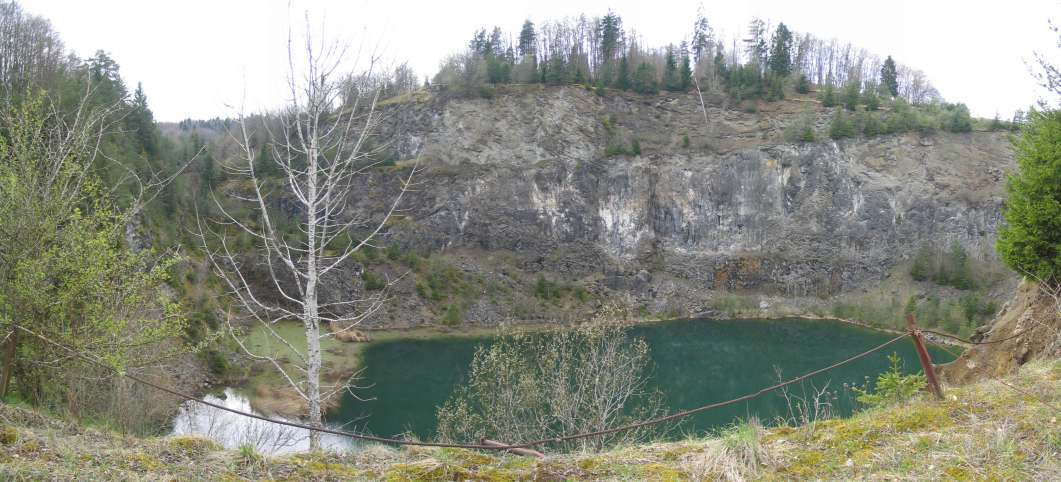
Höwenegg

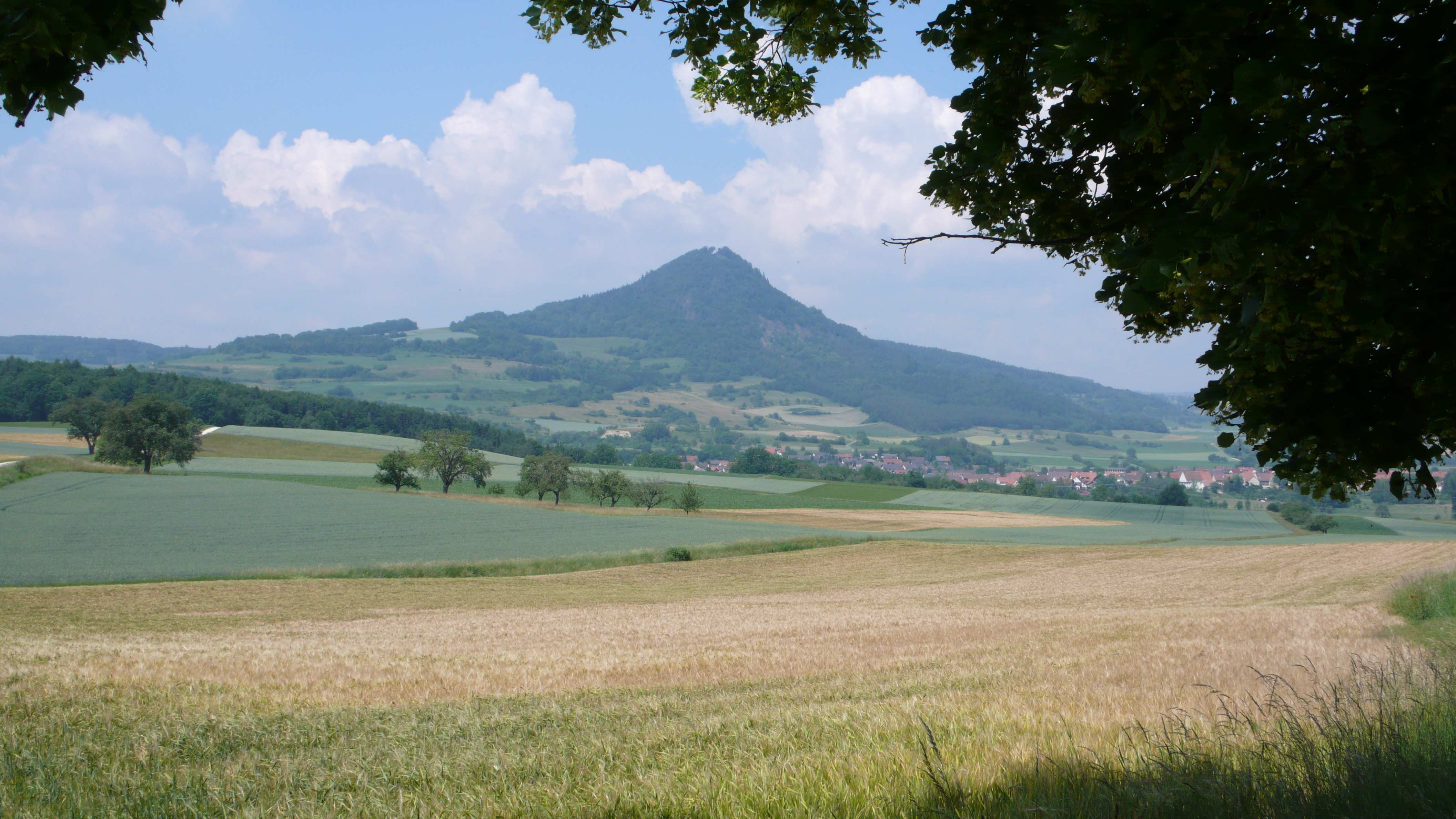
Hohenhewen

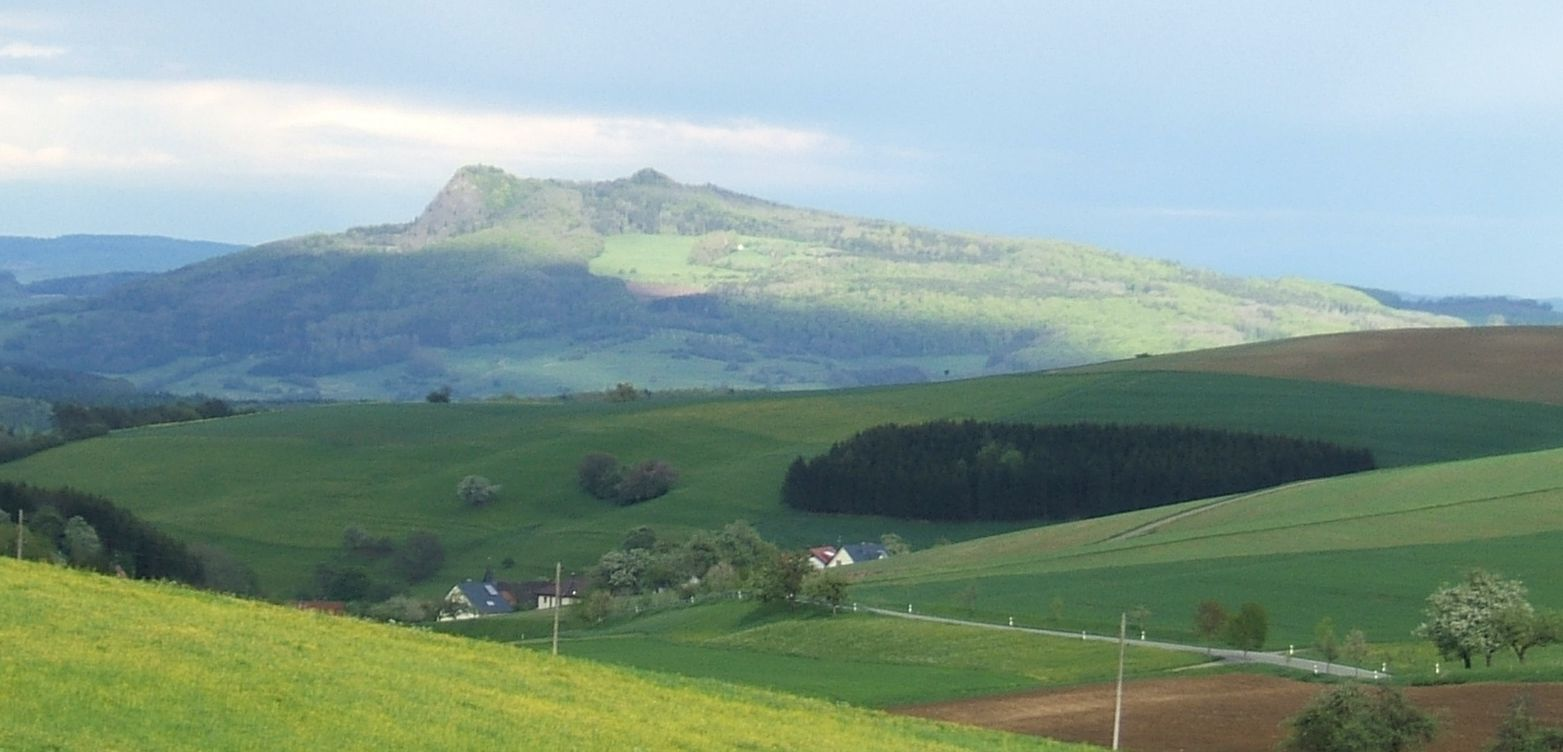
Hohenstoffeln

#### Phonolithberge
Der Osten des Kegelberglands ist durch eine Reihe von Phonolithbergen geprägt.
Von Norden nach Süden sind das:
- Mägdeberg (654,2 m, im Nordwesten überragt vom Sickerberg 660,3 m): Umfangreiche, gut erhaltene Burgruine der Burg Mägdeberg (Nachweis um 1240: in castro Megideberc) auf dem gleichnamigen Phonolithkegel. Den Namen bekam der Berg der Legende nach durch die Wallfahrt der englischen Königstochter Ursula, die mit tausenden Mägden an seinem Fuß lagerte (Name von althochdeutsch maga(i)d „Jungfrau“).
- Hohenkrähen (ugs. Krähen) (636,6 m) als kleinster, steilster und zugleich markantester Kegel mit der krönenden Ruine Hohenkrähen.
- Staufen (594 m): Die frühere Festung ist vollständig zerstört.
- Hohentwiel (ugs. Hontes) (696,2 m), Wahrzeichen der Stadt Singen und Typlokalität für das Zeolith-Mineral Natrolith.[13] Die ehemalige Festung Hohentwiel (wohl alemannisch, aus einer idg. Wurzel *tu „anschwellen“) war mit einem Festungsareal von 9,92 ha die größte und wichtigste der zahlreichen Hegauburgen. Sie wurde 1800 auf Anweisung Napoleons geschleift.

Nordwestlich des Mägdebergs leitet der nicht vulkanische Philippsberg (624,9 m) zur Basaltreihe über.

#### Basaltberge
Den Westen des Kegelberglands nehmen zwei Basaltberge ein, die in einer nach Norden noch deutlich weiter reichenden Reihe stehen. Die Kegelreihe beginnt bereits am (Nordwest-)Trauf der Schwäbischen Alb und zieht sich von westlich Geisingens zunächst nach Südosten, um erst allmählich nach Süden abzugleiten, wo der naturräumliche Hegau erreicht wird.
Von Norden nach Süden sind das:
- Wartenberg (844,8 m): Zwei Kilometer westlich der Stadt Geisingen gelegen. Der Wartenberg liegt am Westrand der Baaralb (genauer: am Westrand der Geisingen-Spaichinger Waldberge), an der Nahtstelle zur Baar. Geologisch gehört er zu den Hegauvulkanen.[14] Im 12. Jahrhundert bauten die Wartenberger, die Geisinger Ortsherren, hier eine erste Burg. Heute befinden sich hier sowohl die Ruine der ersten Burg, die Burgruine Wartenberg, als auch ein kleines Lustschloss mit englischem Garten.
- Höwenegg (812 m), vier Kilometer südlich von Immendingen im Naturschutzgebiet Hewenegg, im Zentrum der Hegaualb: Die Bergspitze ist infolge eines alten Basaltabbaus abgetragen. An dessen Stelle ist nur noch ein 80 m tiefer Steinbruch übrig, in dem sich ein See befindet. An den südlichen Hangfüßen existiert – im Sedimentbereich eines ehemaligen Kratersees – eine der wichtigsten tertiären Fossilienfundstätten Deutschlands.[15] Das Hewenegg ist heute ein Naturschutzgebiet. Die ehemalige, zur Herrschaft Hewen gehörende Burg Hewenegg fiel ebenfalls dem Steinbruch zum Opfer (deshalb auch als Burgstelle Hewenegg bezeichnet); die Burg wurde zusammen mit Neuhewen 1639 zerstört. 400 m südwestlich der Hauptburg befand sich eine kleine Burg (auch Vorburg und Burgstall genannt); von ihr erhielt sich der Burgrest Hewenegg, eine Burgruine.
- Neuhewen, der höchste der Hegauberge (867,2 m), ebenfalls zentrale Hegaualb: Burgruine Neuhewen („Stettener Schlössle“), nahe der Stadt Engen, erbaut um 1200. Burg und Ort Stetten waren ursprünglich im Besitz der Herren von Höwen (Hohenhewen). Gemeinsam mit der Burg Höwenegg (auch Burg Hewenegg genannt) sollte Burg Neuhewen das Herrschaftsgebiet nach Norden hin absichern.
- Hohenhewen (ugs. „Höwen“) (845,3 m), nördliche Nahtstelle des Kegelberglands zur Hegaualb: Ruine Hohenhewen auf dem gleichnamigen Basaltkegel (vgl. kelt. „ceven“ = „Bergkuppe“). Hausberg des Ortes Welschingen.
- Hohenstoffeln (ugs. „Stoffel“) (841,8 m): Basaltberg mit ehemals drei Burgruinen Vorder-, Mittel- und Hinterstoffeln (1506 „in Stofola“ genannt, von ahd. „stophil“ = „kleiner Fels“). Die Hinterburg wurde insbesondere in den 1930er-Jahren durch den Steinbruchbetrieb für den Straßenbau ganz abgetragen, von Mittel- und Vorderburg sind noch Reste zu erkennen. Der Ultrabasit des Hohenstoffeln zeichnet sich durch eine markante Säulenklüftung aus.[16]

Alle diese Berge haben oder hatten eine Burgruine auf ihrem Gipfel.
Das als „Hegau-Basalt“ bezeichnete basaltähnliche Hartgestein dieser Berggruppe ist kein Basalt im eigentlichen Sinne, sondern Olivin-Nephelinit bzw. Olivin-Melilithit.
1797 durchquerte der deutsche Dichterfürst Johann Wolfgang von Goethe während seiner dritten Schweizerreise den Hegau und hielt seine Reiseeindrücke zum Vulkanfeld in seinem Tagebuch fest.
Der Heimatdichter Ludwig Finckh bezeichnete den Hegau aufgrund der Vulkankegel auch als Des Herrgotts Kegelspiel.

### Schienerberg und weitere Höhenzüge im Südwesten
Die Landschaft zwischen den Kegelbergen im Norden, der Hegaualb im Nordwesten, dem Randen im Westen, dem Hochrhein im Süden, dem Untersee im Südosten und der flachwelligen Mittleren Hegau-Untersee-Senke im Nordosten ist durch ein verzweigtes System von Talungen gekammert, wodurch es in diverse einzelne Höhenzüge zerfällt.
Zu nennen wären:

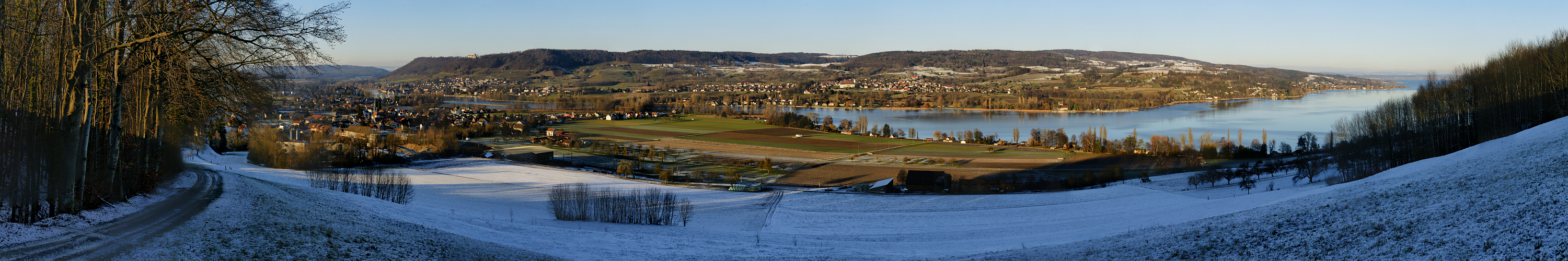
Schiener Berg

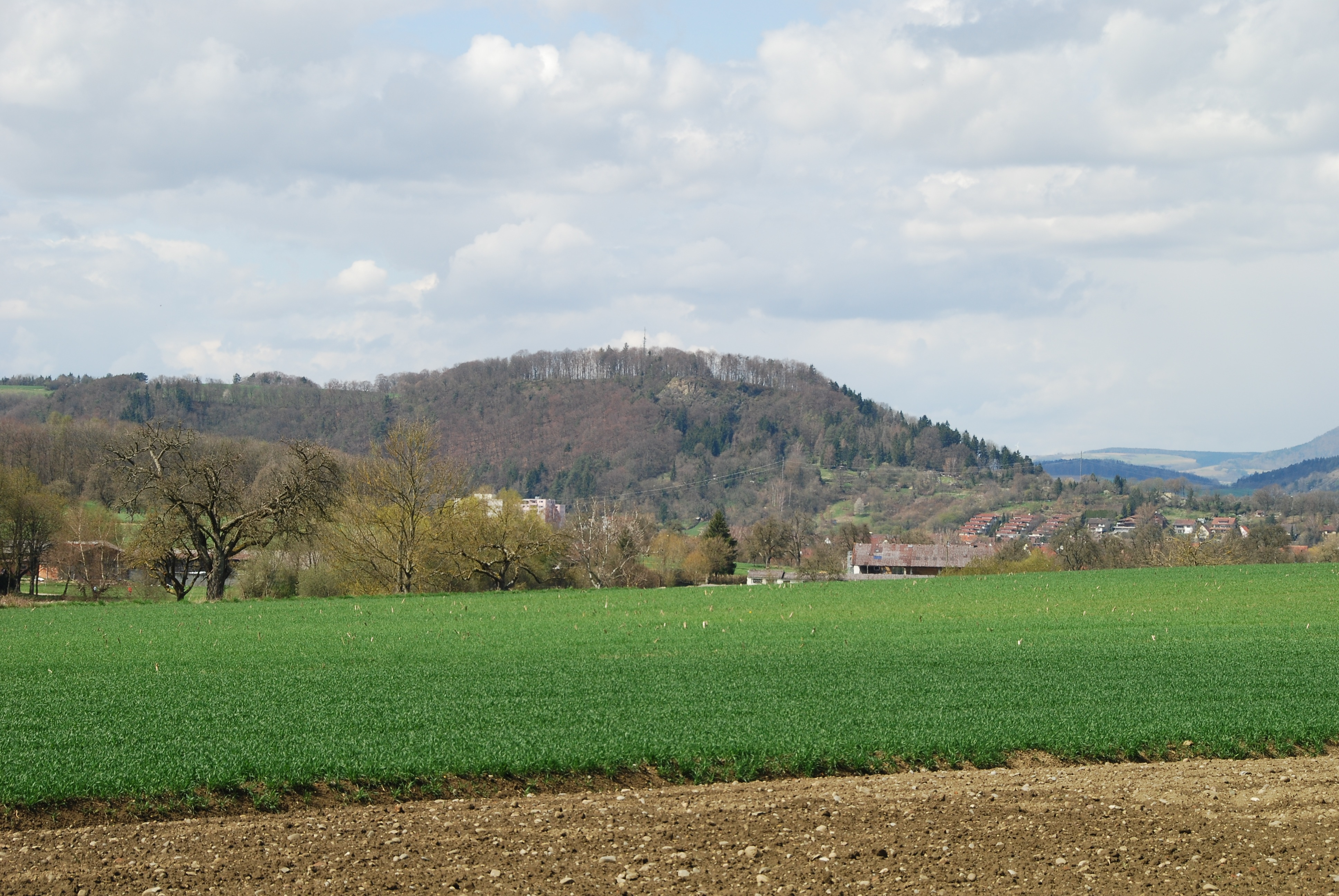
Rosenegger Berg

- Schiener Berg (716,9 m); äußerster Südosten, Einheit 030/031.13
- Rauhenberg (621,6 m); westnordwestlich des Schiener Bergs und nördlich von Gailingen am Hochrhein; südliche Verriegelung der insgesamt zentralen Westhegauer Talwannen (030/031.11)
- Plören (579,7 m); südöstlich von Hilzingen; Nordosten der Westhegauer Talwannen (030/031.11)
- Heilsberg (572,5 m, Ruine Heilsberg, Westgipfel: Ebersberg); nördlich Gottmadingens; zentrale Erhebung der Westhegauer Talwannen (030/031.11)
- Rosenegg (Ostgipfel 552,8 m, Westgipfel 549,1 m, Burg Rosenegg); westlich Rielasingens und nordwestlich des Schiener Bergs; östliche Verriegelung der Westhegauer Talwannen (030/031.11)
- Buechberg (546 m, Chapf im Süden, Basis im Nordwesten sogar 561,6 m); nordöstlich Thayngens (CH), westliche Randhöhe der Westhegauer Talwannen (030/031.11)
- Berg (533 m) und Kapf (532,1 m); südlich von Thayngen, im Westen des Gebiets; nördliche Randhöhen des bewaldeten Herblinger-Dörflinger Hügellandes (030/031.12)
- Blatt (501,1 m); Randkuppe der Halbinsel Höri, ostsüdöstlich von Moos-Weiler; Nordosten der Schienerberg-Einheit 030/031.13

### Mittlere Hegau-Untersee-Senke
Das mittlere Hegau-Gebiet mit Singen im äußersten Westen, Aach an der nördlichen Nahtstelle zur Hegaualb und, am Südrand der Halbinsel Bodanrück (von Nordwesten nach Südosten) Radolfzell, Allensbach und Konstanz ist in ihrer Basis gegenüber dem Bodensee nur leicht erhöht – sieht man einmal davon ab, dass der Übergang von den Hohe Bodanrück-Homburg-Höhen (siehe unten) zum innerhalb der Senke erhöhten Bodanrückhügelland allmählich und ohne nennenswerte Höhenstufe erfolgt.
Gleichwohl wird auch die Hegau-Untersee-Senke von vereinzelten Kuppen überragt:

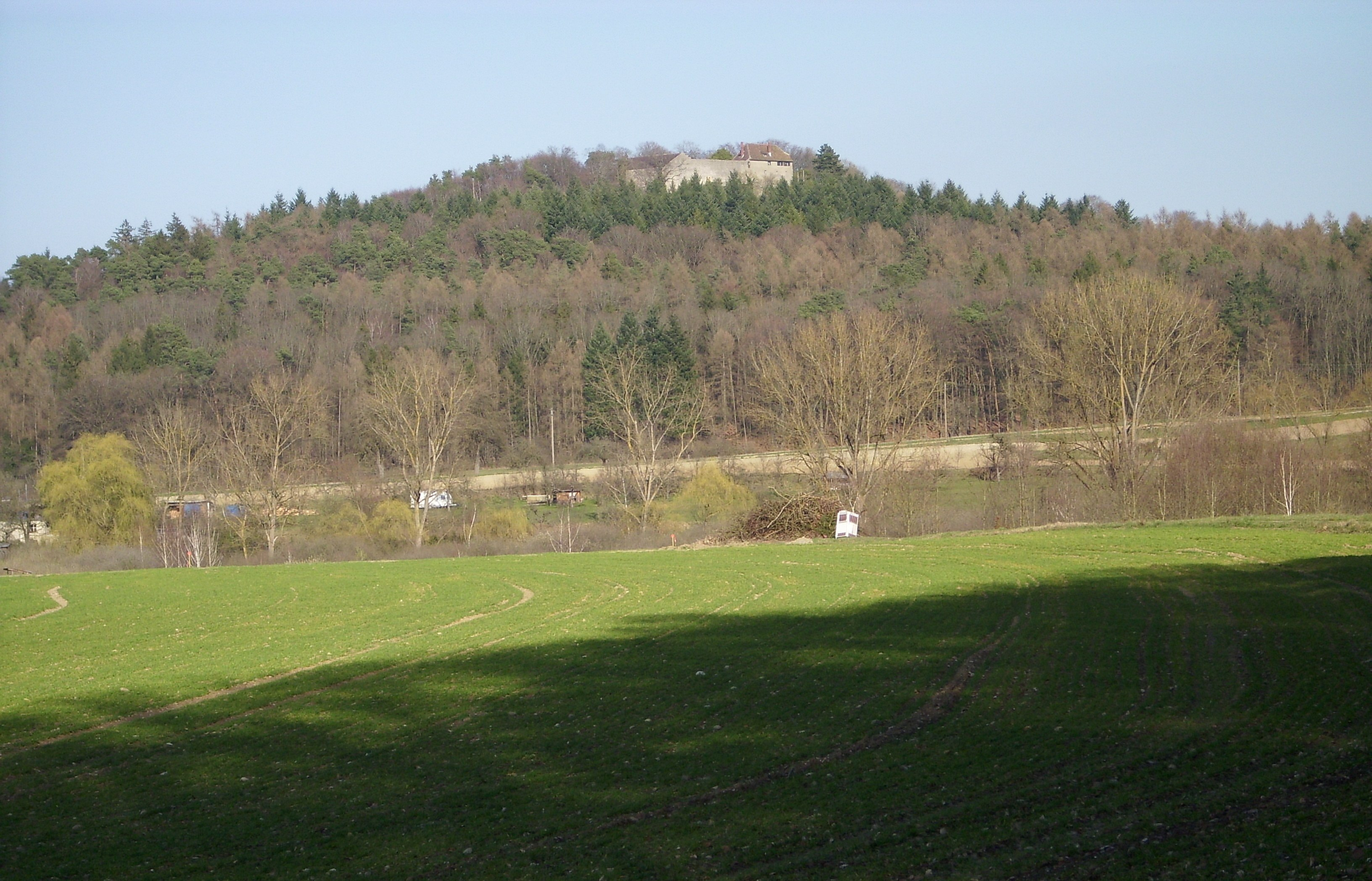
Friedinger Schlossberg

- Friedinger Schlossberg (547,2 m, Burg Hohenfriedingen); östlich von Friedingen; Zentrum der Singener Niederung (030/031.24)
- Homberg (529,2 m); südlich von Dettingen; Zentrum des Bodanrückhügellands (030/031.23)
- Fronholz (527,9 m); zwischen Friedingen (SW) und Steißlingen (NO); bildet eine Gruppe mit dem Friedinger Schlossberg; Zentrum bis Nordosten der Singener Niederung (030/031.24)
- Hartberg (517,4 m); östlich von Worblingen; Süden der Singener Niederung (030/031.24)
- Jöhlisberg (507,4 m); östlich des Friedinger Schlossbergs und Verbindungsgipfel zum Fronholz; Zentrum der Singener Niederung (030/031.24)
- Galgenberg (501,2 m); nördlich von Bohlingen und südöstliche Verlängerung des Hardtbergs; Süden der Singener Niederung (030/031.24)
- Hochwart (439,9 m); Insel Reichenau (030/031.21)

### Hohe Bodanrück-Homburg-Höhen
Von den gut 650 m erreichenden Hegaualb-Randbergen nördlich von Aach zieht sich, unmittelbar nordöstlich der Mittleren Hegau-Untersee-Senke, unmittelbar nördlich der sich eine Bergkette nach Südosten bis zur Halbinsel Bodanrück zwischen Überlinger See und Mindelsee:

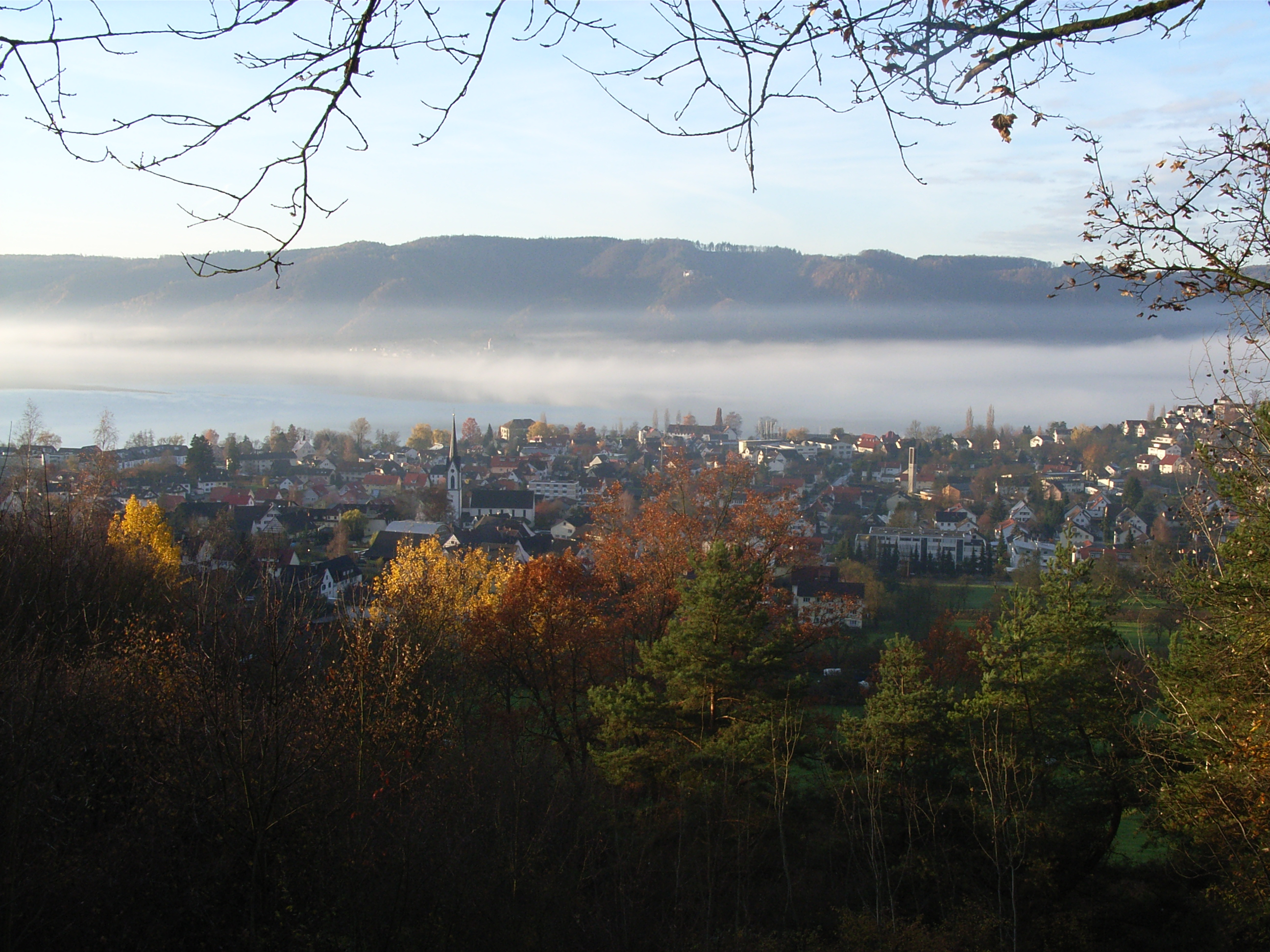
Die Bodanrück-Höhen von der gegenüberliegenden Seite (Ludwigshafen) aus

- Engen-Langensteiner Randhöhen (030/031.31)
  - Namenlose Kuppe westlich von Schloss Langenstein (586,2 m)
  - Wachenholz (540,5 m)
- Hohe Bodanrück-Homburg-Höhen (030/031.30)
  - Kirnberg (632,8 m; Burg Kirnberg)
  - Rossberg (640,2 m)
  - Mühlberg (673,6 m); östlich Stahringens
  - Namenlose Kuppe am Lerchenacker (693,4 m); zwischen Liggeringen im Süden und Bodman im Norden
- Höhe (570,3 m); nordwestlich Dettingens

Etwas Eigenständigkeit innerhalb der unmittelbar an die Alb anschließenden, oft um 600 m erreichenden Teile der Engen-Langensteiner Randhöhen besitzt ansonsten noch der Schoren (593,1 m) mit eigenem Naturschutzgebiet, der nordöstlich von Neuhausen dem Hohenhewen östlich gegenübersteht.

### Stockacher Bergland
In nordwestlicher Verlängerung des Überlinger Sees zieht sich über Wahlwies und Nenzingen bis Eigeltingen die Orsingen-Espasinger Niederung (030/031.32) zwischen die Bodanrück-Homburg-Höhen und das sich nordöstlich anschließende Stockacher Bergland (030/031.33) um Stockach, das im äußersten Nordwesten an die Hegaualb stößt und nach Norden an die Altmoränen der Donau-Ablach-Platten. Im Süden liegt, am Überlinger See, Ludwigshafen am Bodensee, nach Osten reicht das Bergland in etwa bis Owingen.

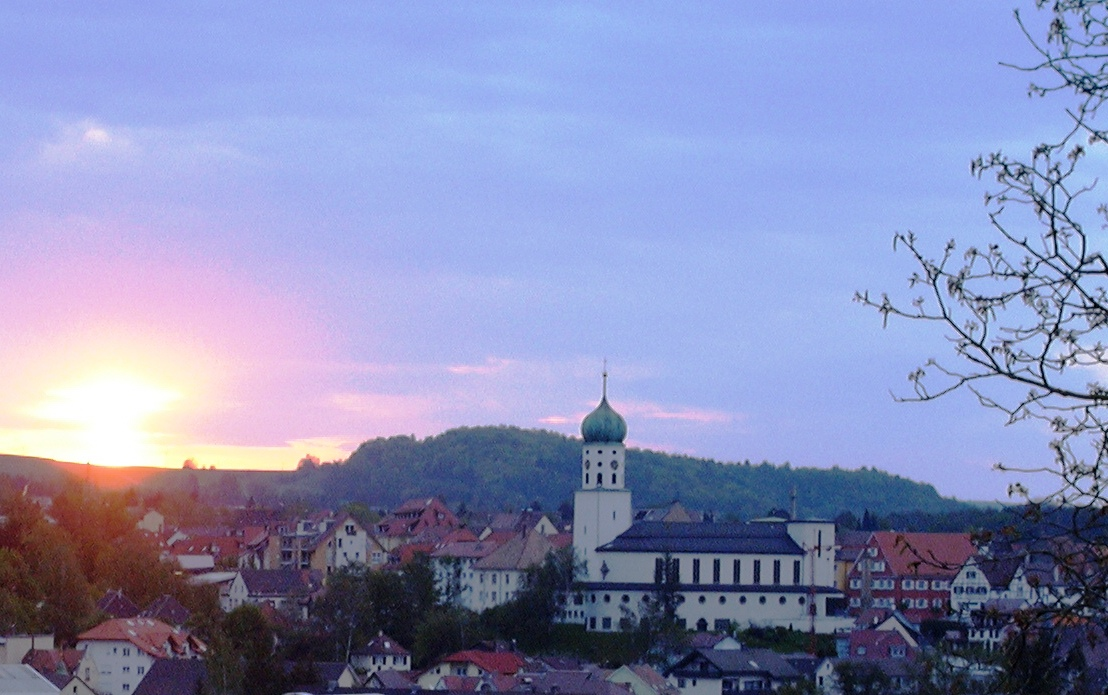
Stockach

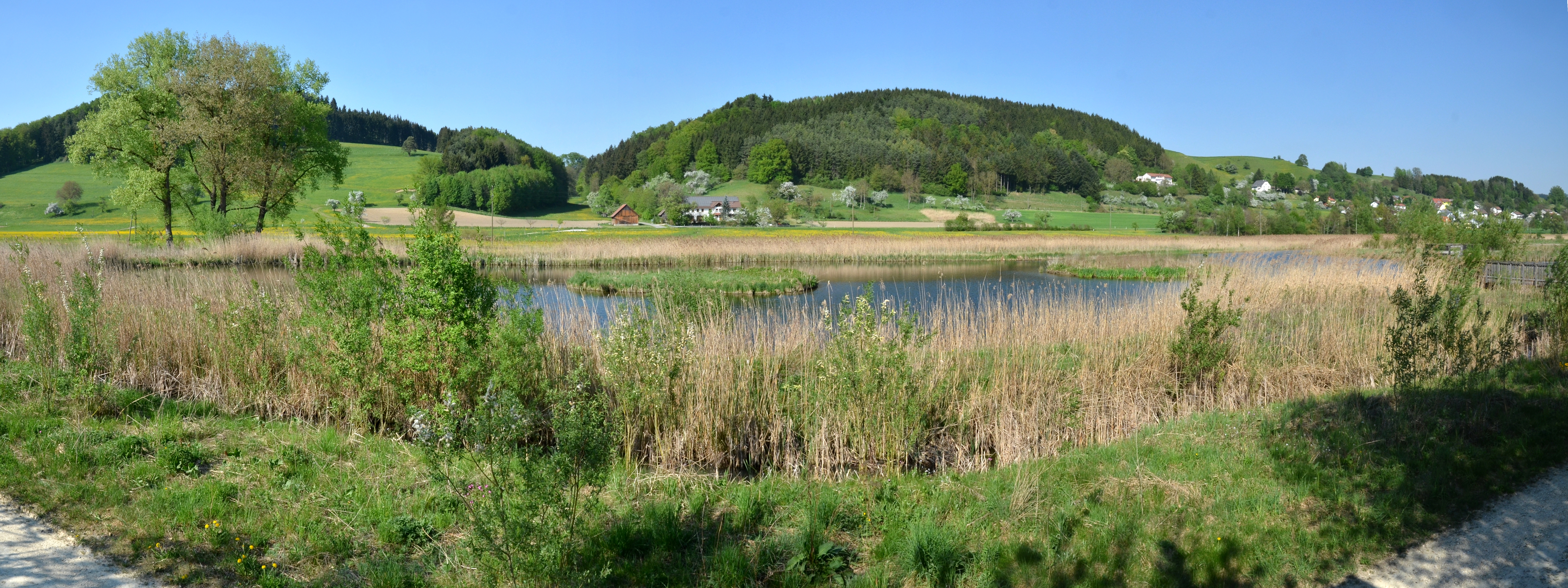
Heinz-Sielmann-Weiher bei Owingen-Billafingen

Durch die Stockacher Aach wird die Landschaft in einen West- und einen deutlich größeren Ostteil separiert. Vom letzteren wird durch die in Stockach mündende Mahlspürer Aach nochmal ein Nordteil abgetrennt; ihr in Winterspüren mündender Nebenbach Rickenbach nebst Quellbächen Langenbach/Riedgraben sowie, südwestlich davon, das Mühlbachtal mit der B 31 von Ludwigshafen nach Stockach zerteilen nochmal den größeren südlicheren Teil, sodass der Ostteil insgesamt in vier orographische Segmente zerfällt.
Höhen über 650 m werden vielerorts an den Nahtstellen zu Hegaualb und Donau-Ablach-Platten angenommen. An eigenständigen Erhebungen des Berglands sind erwähnenswert:
- Hochbühl (717,1 m); westlich Owingens im äußersten Osten des Naturraums; höchster Gipfel des Hauptrückens des mittleren Ostteils, der sich nach Nordwesten bis zur L 194 zwischen Winterspüren (W) und Mahlspüren im Hegau (O) zieht
- Sipplinger Berg (706,5 m, Wasserwerk); nördlich Sipplingens auf einem zum Hochbühl-Rücken parallelen Rücken im Süden des Ostteils
- Pfeifferberg (687,5 m); nordwestlich von Deutwang im Norden des Ostteils, nahe der Nahtstelle zu den Donau-Ablach-Platten
- Nellenburger Berg (624,9 m, Ruine Nellenburg am 612,8 m hohen Südgipfel); (süd)westlich Stockachs im Südosten des Westteils des Naturraums
- Wilhelmshöhe (572,1 m); höchste Erhebung im südwestlichsten Segment des Ostteils, südlich von Stockach

## Städte und Orte
Die nachfolgend alphabetisch geordneten Orte liegen alle im baden-württembergischen Landkreis Konstanz:
- Aach ist die Stadt, in der der Aachtopf liegt, die stärkste Quelle Deutschlands.
- Eigeltingen, ein kleines Dorf zwischen den Hegau-Bergen, ist zwischen Engen und Stockach gelegen.
- Engen liegt in einem engen Tal, einer „Engi“, in der Nähe des Hohenhewen. Stadtteile:
  - Bittelbrunn liegt in nach Süden geneigter Hochflächenlage im oberen Hegau. Bei guter Witterung hat man eine schöne Aussicht auf die Berge des Hegaus und bei Föhn sogar auf die Alpen.
  - Welschingen, der größte Stadtteil von Engen, liegt an der Westseite des Hohenhewen, südlich des Kernortes Engen.
  - Neuhausen liegt südlich des Kernortes Engen. Östlich vom Ort liegt das 63,4 ha große Naturschutzgebiet Schoren.
  - Stetten liegt nordwestlich des Kernortes Engen. Nördlich des Ortes liegt die Ruine der Burg Neuhewen (auch Schloss Neuhöwen und im Volksmund Stettener Schößle genannt). Die Höhenburg auf dem Neuhewen wurde in der Mitte des 13. Jahrhunderts von den Herren von Engen (Hewen) errichtet.
  - Zimmerholz liegt nordwestlich des Kernortes Engen. Unweit entfernt östlich liegt das Naturschutzgebiet Biezental-Kirnerberg.
- Hilzingen liegt im westlichen Hegau, etwa vier Kilometer von Singen entfernt, im Tal des Rohrbachs (Riederbachs). Der Ort wird vom Mühlenbach durchflossen, der knapp unterhalb des Ortes in den Riederbach mündet.
- Mühlhausen-Ehingen liegt nordwestlich des Bodensees, zwischen den Städten Singen und Engen.
- Radolfzell am Untersee war die einzige reichsunmittelbare Freie Reichsstadt des Hegaus.
- Singen am Fuße des Hohentwiel, der Hauptort des Hegaus, ist Industriestadt und Eisenbahnknotenpunkt, hat jedoch erst seit 1899 Stadtrechte.
- Stockach, die vor dem Aufstieg von Singen zur Industriestadt größte Stadt des Hegaus, liegt unweit des Überlinger Sees an der Stockacher Aach. Die Stadt ist weithin bekannt durch das „Hohe Grobgünstige Narrengericht“, das alljährlich am „Schmotzige Dunschdig“ tagt.
- Tengen; Tengen-Hinterburg war einmal die kleinste Stadt Deutschlands, bis es 1519 zerstört wurde. Stadtteile:
  - Beuren am Ried, 333 Einwohner. Die erste urkundliche Erwähnung datiert aus dem Jahr 965.
  - Blumenfeld konnte später mit 150 Einwohnern den Titel Kleinste Stadt Deutschlands für sich beanspruchen.
  - Büßlingen ist vor allem bekannt durch den Römischen Gutshof, dessen Grundmauern öffentlich zugänglich sind
  - Talheim liegt westlich des Kernortes Tengen an der Kreisstraße 6135. Durch den Ort fließt der Riedbach. Die Staatsgrenze zur Schweiz verläuft unweit entfernt südlich.
  - Uttenhofen liegt südwestlich des Kernortes Tengen. Durch den Ort fließt die Biber. Die Staatsgrenze zur Schweiz verläuft unweit entfernt südwestlich.
  - Watterdingen liegt nordöstlich des Kernortes Tengen an der Landesstraße 224 und an der Kreisstraße 6131
  - Wiechs am Randen liegt südwestlich des Kernortes Tengen. Das Gebiet der ehemaligen Gemeinde grenzt im Osten, Süden und Westen an die Schweiz.
- Volkertshausen ist mit einer Gemarkungsfläche von 514 Hektar flächenmäßig die kleinste Gemeinde im Landkreis Konstanz

## Gewässer

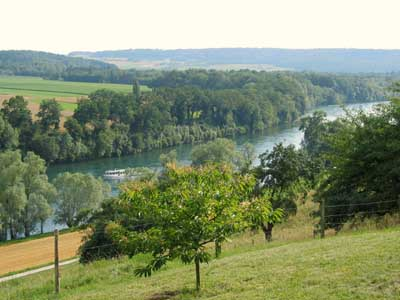
Der Rhein bei Gailingen im Hegau

- Die Radolfzeller Aach hat dank des Wassers der Donauversickerung mit dem Aachtopf die größte Quelle Deutschlands und ist der größte Fluss im Hegau, obwohl sie bis zur Mündung in den Untersee nur etwa 32 Kilometer lang ist.
- Im Osten und Süden grenzt der Hegau an den Überlinger See, den Zeller See, den Untersee und den aus ihm abfließenden Rhein.
- Die Stockacher Aach durchfließt den östlichen Grenzbereich des Hegaus und mündet in den Überlinger See.
- Die Biber durchfließt den westlichen Grenzbereich des Hegaus und mündet in den Rhein.

## Geschichte

### Name
Früh überlieferte Namensformen für Hegau sind pagus Egauinsis (787), pagus Hegaugensis (788), Hegauvi (806), Hegouve (846) und pago Hegowe (920). Das Grundwort ist Gau, von althochdeutsch geuwi, gouwi „Landstrich“, im Bestimmungswort findet sich wahrscheinlich der Bergname Hewen.

### Vorgeschichte und Antike

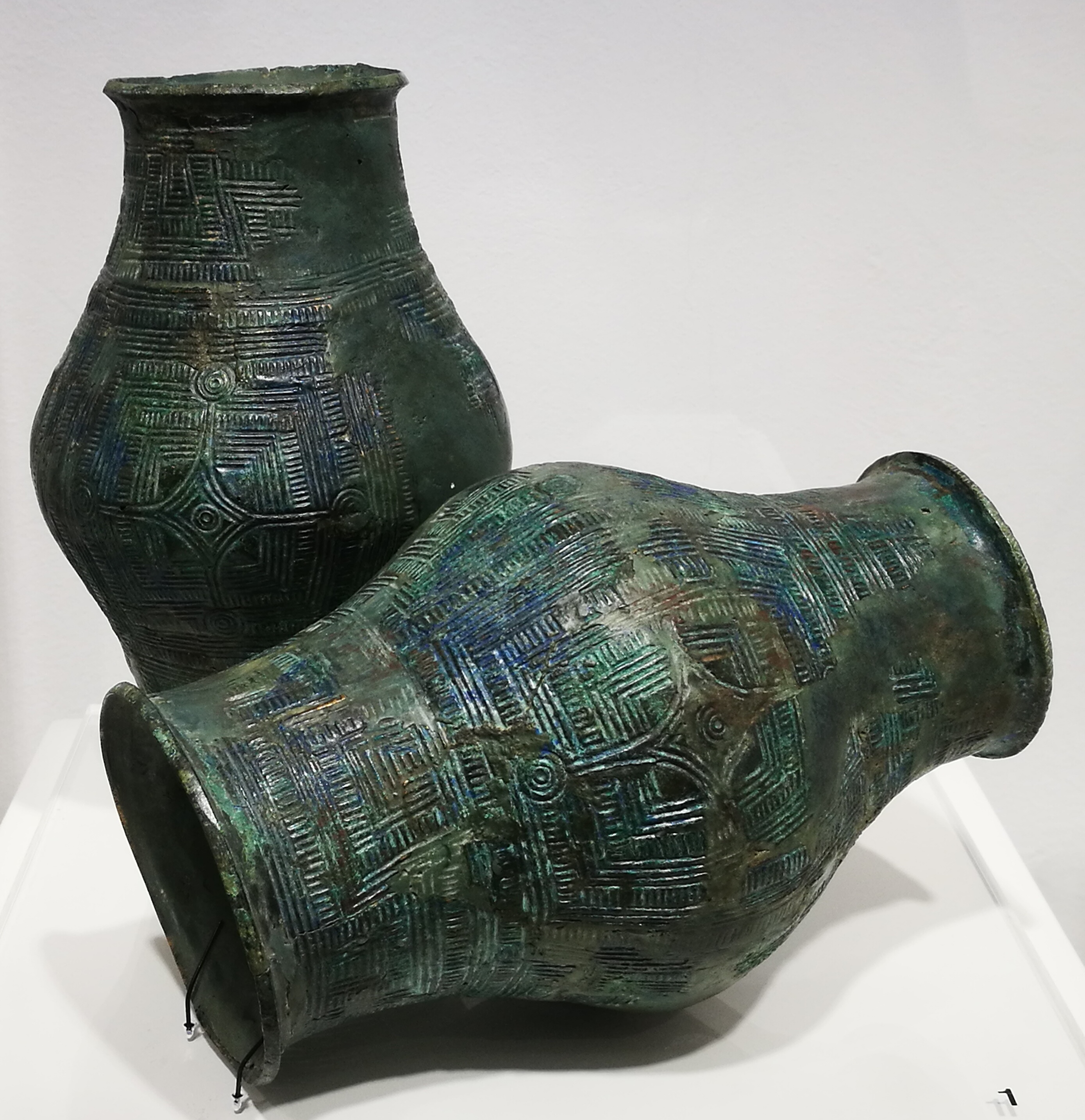
Tonnenarmreifen aus der Bronzezeit, gefunden in Mauenheim, ca. 500 v. Chr.; Archäologisches Hegau-Museum

Der Hegau ist eine uralte Kulturlandschaft. Am Ende der Eiszeit siedelten die Rentierjäger im Wasserburgertal, beim Petersfels sowie im Umfeld der Gnirshöhle. Funde aus der Steinzeithöhle Petersfels bei Bittelbrunn zeigen, dass erste Menschen bereits in der Altsteinzeit im Hegau gewesen sein müssen.
In der Jungsteinzeit (5000–2000 v. Chr.) entstanden am Bodenseeufer die Pfahlbaudörfer, die bis in die Bronzezeit (2000–800 v. Chr.) bestanden.
Um 1000 v. Chr. lernte man die Gewinnung und Verarbeitung des Eisens kennen: Neben der Bronze verwendeten die Menschen damals zunehmend mehr Eisenmetalle zur Herstellung von Waffen und Gebrauchsgegenständen. Die Hegaualb war in jener Zeit ein bevorzugter Siedlungsplatz, was vermutlich auf das hier vorhandene Bohnerz  zurückzuführen ist. In der Eisenzeit war die Gegend geprägt von der vorgermanischen, hier voralemannischen Hochkultur der Kelten, die große Teile des europäischen und insbesondere auch des südwestdeutschen Raums besiedelt haben.
Grabhügel aus der sogenannten Hallstattzeit (800–400 v. Chr.) und zahllose Funde aus der Zeit des 8. bis 2. Jahrhunderts v. Chr. verweisen auf die keltischen Gallier und Helvetier, die mit den Resten ihrer mächtigen Fürstenburgen und -gräber (wie beispielsweise der Heuneburg und dem Hohmichele bei Riedlingen) Spuren einer großen Kultur hinterließen.
Im Jahre 2000 wurden in Altheim Überbleibsel einer keltischen Grabanlage entdeckt.
Als Ariovist von Norden anrückte, mussten die Kelten den Sueben weichen. Doch etwa zeitgleich drangen die Römer im Jahre 15 n. Chr. ein und besetzten auch den Hegau. Die Gegend gehörte nunmehr zur römischen Provinz „Raetien“. Ab 50 v. Chr. waren die Römer gut zweihundert Jahre lang im Zehntland.
Um 260 n. Chr. gelang es den germanischen Alemannen, den Limes zu überwinden. Sie brachen in das Zehntland und das nördliche Raetien ein, somit auch in den Hegau. Die Ortsnamen mit der Endung „-ingen“ weisen darauf hin, dass der Hegau alemannisches Siedlungsgebiet wurde (z. B. Rielasingen, Markelfingen). Mitten durch das Gebiet verläuft die Dialektgrenze zwischen dem Hochalemannischen (Nähe zum heutigen Schweizerdeutsch) und dem überwiegend im heutigen Badischen gesprochenen Mittelalemannischen.
In der zweiten Hälfte des 5. Jahrhunderts versuchten die Alemannen, nach Norden vorzudringen, wurden aber von den Franken aufgehalten und von deren König Chlodwig I. im Jahre 496 besiegt. Die Alemannen standen von nun an unter fränkischer Oberhoheit, behielten jedoch zunächst noch eine gewisse Eigenständigkeit. Im Blutgericht zu Cannstatt wurde der alemannischen Eigenständigkeit endgültig ein Ende gesetzt.

### Mittelalter

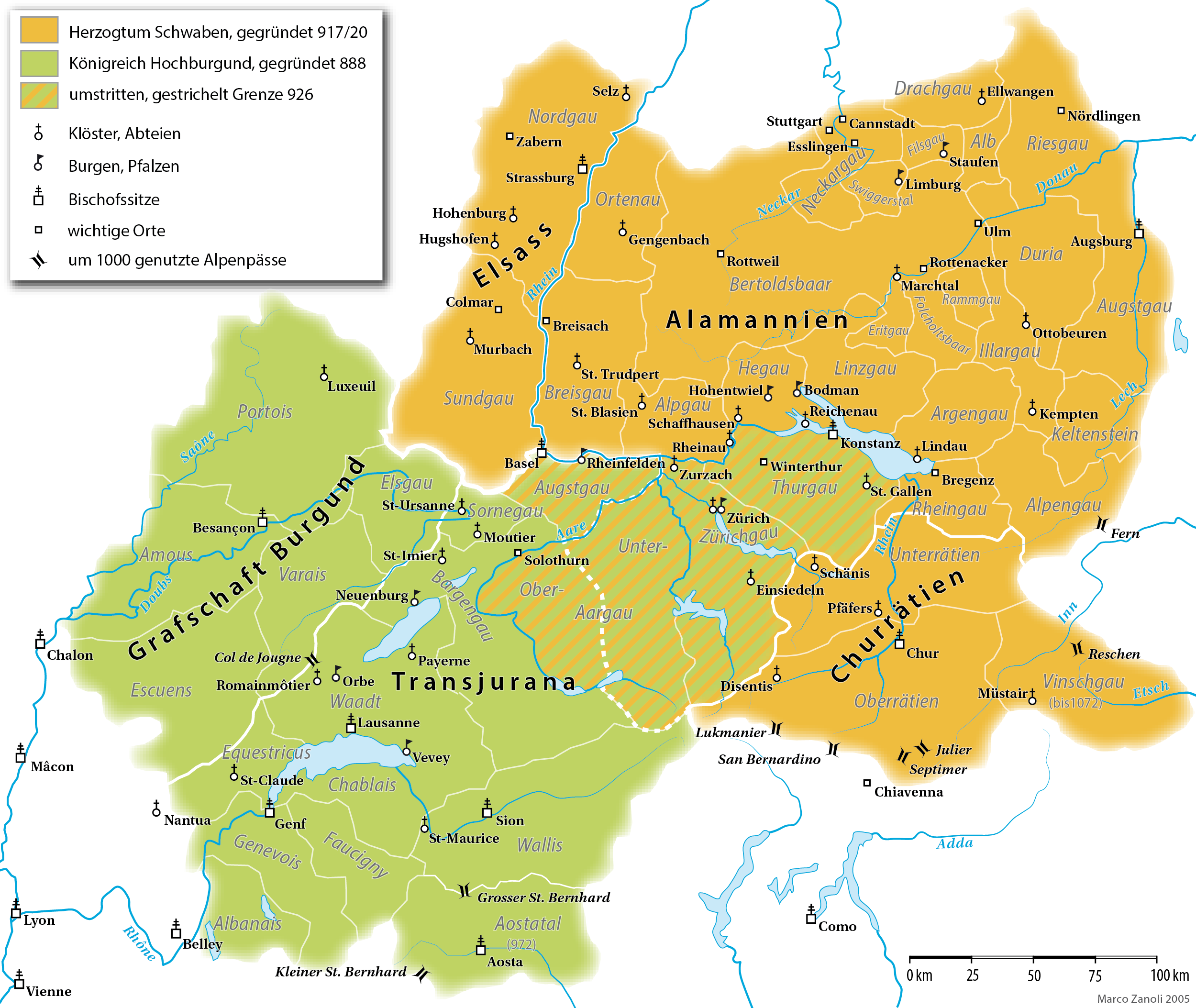
Die Karte des Herzogtums Schwaben zeigt den Hegau

Im 8. Jahrhundert bereitete Pippin, der Vater Karls des Großen, den Unabhängigkeitsbestrebungen der Alemannen ein Ende. Das Herzogtum wurde beseitigt und Alemannien als ein Teil des fränkischen Reiches unmittelbar dem König unterstellt. Die Verwaltung des Landes wurde mehreren Gaugrafen übertragen. In diesem Zusammenhang wird die Grafschaft im Jahre 787 erstmals als „Hegau“ erwähnt. Einer der mächtigsten frühen Gaugrafen war Adalbert der Erlauchte, der auch den Thurgau und den Albgau verwaltete.
Verhältnismäßig früh setzte die Christianisierung der Region ein, nachdem Chlodwig die Alemannen besiegt hatte. Doch erst als zur Zeit der Karolinger (8. Jahrhundert) die alemannischen Urklöster Reichenau und St. Gallen auf ihren weitverzweigten Besitzungen kleine Gotteshäuser errichteten (Reichenau 724), wurde eine breitere Grundlage für eine erfolgreiche Missionierung geschaffen. Bekanntermaßen waren die Alemannen dem Christentum nur schwer zugänglich.
Zu Beginn des 10. Jahrhunderts überfielen die Ungarn den Hegau und vernichteten mit ihren Raubzügen nahezu die gesamten kulturellen Ansätze der Karolingerzeit. Zugleich versuchten die Stammesherzöge, ihre frühere Selbstständigkeit zurückzugewinnen. Die Grafen zu Bodman lehnten sich gegen König Konrad I. (911–918) auf. Sie siegten zwar 915 in der Schlacht bei Wahlwies, wurden aber später gefangen genommen und mussten den Hochverrat mit ihrem Leben bezahlen. Dennoch gelang es dem Jüngeren Burchard, ein neues Stammesherzogtum, das bald allgemein Schwaben genannt wurde, zu begründen. (Sein Name erlosch mit Herzog Burckhard IV., dem Gemahl jener Hadwig, die auf dem alten Herzogssitz Hohentwiel lebte und deren Bild durch Scheffels Ekkehard verewigt ist).
Nachdem vom 8. bis ins 10. Jahrhundert vor allem Angehörige der hochadeligen Udalrichinger und Hunfridinger die Grafenwürde im Hegau innegehabt hatten, befand sich die Grafschaft ab der zweiten Hälfte des 11. Jahrhunderts im Besitz der Grafen von Pfullendorf und fiel nach deren Aussterben mit dem Tod des Rudolf von Pfullendorf um 1180 an Kaiser Friedrich Barbarossa.
Die Herzogswürde von Schwaben (Alemannien) kam 1079 an den Grafen Friedrich von Staufen, den Stammvater des berühmten Kaisergeschlechtes, bis knapp zweihundert Jahre später mit Konradin, dem letzten Hohenstaufen (und seinem Freund Friedrich von Baden), auch zugleich der letzte Schwabenherzog auf dem Blutgerüst von Neapel (1268) endete. (Um 1267 kam es in Engen zu einer bedeutsamen Begegnung zwischen dem jungen Staufer Konradin und dem Grafen Rudolf von Habsburg, den sechs Jahre später die deutschen Fürsten auf den Königsthron riefen)
Gegen Ende des 12. Jahrhunderts setzte im Hegau eine rege Bautätigkeit ein. Die Bergkegel wurden mit Burganlagen befestigt, in deren Umgebung kleine Städte und Siedlungen wuchsen. In der Folgezeit wechselten je nach Kriegslage die Herrschaften. Im Mittelalter und in der frühen Neuzeit war die Burg Hohentwiel oftmals Schauplatz der großen Politik, während Singen als unscheinbares Dorf am Fuße der Festung höchstens Zeuge und oftmals Leidtragender der Machtkämpfe war. Es war die Stadt Schaffhausen, die den Hegau mit wichtigen Handelsgütern versorgte. Schaffhausens Adel hatte einen großen Einfluss auf die städtische Politik, sie war Zentrum des Salzhandels und größte Stadt in unmittelbarer Umgebung.

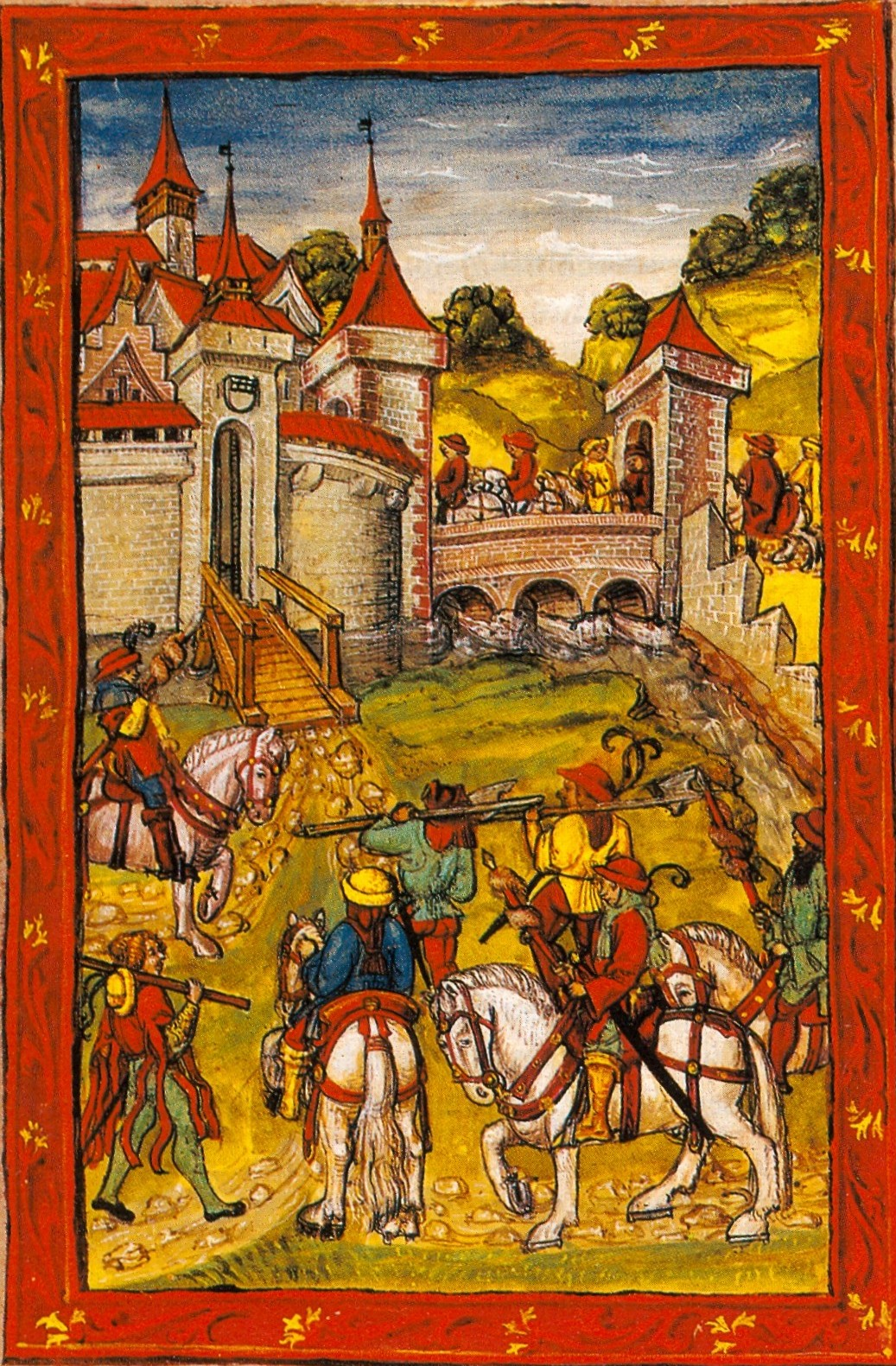
Schwäbische Adlige reiten zur Bundesversammlung und gründen den „Jüppenbund“. Die Fuchsschwänze an den Spießen symbolisieren Unehrenhaftigkeit und Heuchelei (Diebold Schilling der Jüngere, 1513)

Die engsten Berater König Sigismunds stammten aus dem Hegau: Graf Eberhard von Nellenburg (der seine Grafenrechte im Hegau um 1250 erhielt), Graf Hans von Lupfen auf Hohenhöwen, Kaspar von Klingenberg auf Hohentwiel, Hans Konrad von Bodman und Hans von Heudorf. Mit Beginn des 15. Jahrhunderts verfielen viele im Hegauer Ritterbund „St.-Jörgen-Schild“ zusammengeschlossene Adelige einem Raubrittertum, woraufhin die verbündeten oberschwäbischen Städte einen Großteil der Hegauburgen zerstörten. Was noch stand oder wieder aufgebaut worden war, wurde im Dreißigjährigen Krieg (1618–1648) im Auftrag des württembergischen Kommandanten des Hohentwiels, Konrad Widerholt, zerstört. Als die Grafen von Nellenburg 1442 ausstarben, ging die Grafschaft an die von Tengen über. Diese verkauften 1465 die Landgrafschaft an Erzherzog Sigismund von Österreich.

### Neuzeit
Von nun an gehörte die Landgrafschaft Nellenburg dreihundertfünfzig Jahre lang als Teil von Vorderösterreich zum Hause Österreich. Zunächst, 1805, wurde die Region Württemberg zugeteilt, und 1810, unter napoleonischer Herrschaft, kam der Hegau mit Ausnahme des Hohentwiels an Baden. 1863 wurde die Bahnlinie von Waldshut über Singen nach Konstanz fertiggestellt, wenig später die Schwarzwaldbahn über Singen nach Konstanz und 1875 die Strecke nach Winterthur. Diese Verkehrsanbindungen förderten die Ansiedlung von Industrien im Hegau.
Heutzutage ist der Tourismus ein entscheidender wirtschaftlicher Faktor, der in der reizvollen Kulturlandschaft des Hegaus zwischen Bodensee, Hochrhein, Schwarzwald und Schwäbischer Alb ausgezeichnete Entwicklungsmöglichkeiten aufweist.

## Kultur und Sehenswürdigkeiten
Naturschönheiten
- Der Aachtopf, die größte Karstquelle Deutschlands
- Der Eiszeitpark bei Bittelbrunn mit seinen in Europa einmaligen steinzeitlichen Fundorten Peterfels und Gnirshöhle
- Die Vulkanberge, „des Herrgotts Kegelspiel“
- Die Halbinsel Höri zwischen Stein am Rhein und Radolfzell

Städte und Orte
- „Engen, Tengen, Blumenfeld sind die schönsten Städt’ der Welt“, sagt der Volksmund im Hegau.

Schlösser
- Bietinger Schloss (Gemeinde Gottmadingen)
- Bittelbrunner Schlössle (Jugendhaus der KJG Freiburg im Breisgau in Bittelbrunn)
- Schloss Blumenfeld in Blumenfeld
- Schloss Bodman bei Bodman-Ludwigshafen
- Gottmadinger Schloss (heute Rathaus)
- Hilzinger Schloss (heute Rathaus)
- Burg Hohenfriedingen bei Friedingen
- Krenkinger Schlössle in Engen (Sitz des Polizeipostens Engen-Tengen und des Notariats Engen)
- Schloss Langenrain bei Allensbach
- Schloss Langenstein bei Aach-Eigeltingen
- Schlössle Meldegg in Beuren an der Aach bei Singen
- Schloss Schlatt unter Krähen bei Singen
- Schloss Singen (heute v. a. Archäologisches Hegau-Museum)
- Schloss Steißlingen in Steißlingen
- Schloss Weiterdingen in Weiterdingen (Tagungsstätte und früheres Kloster)

Ruinen
- Ruine Altbodman
- Burgruine Alter Turm Aach
- Ruine Hohenhewen
- Burg Hohenkrähen
- Ruine Hohenstoffeln
- Hohentwiel
- Homburg (Stahringen)
- Burg Mägdeberg
- Burg Rosenegg (Hegau)
- Ruine Schrotzburg
- Tudoburg

Museen
- Archäologisches Hegau-Museum im Schloss Singen mit der Geschichte aus 15.000 Jahren Leben im Hegau.
- Städtisches Kunstmuseum in Singen
- Museum Art and Cars (MAC) in Singen

## Natur

### Fauna
Zu den ausgestorbenen Tierarten im Hegau zählt der Nordluchs. Derzeit prüft die Forstliche Versuchs- und Forschungsanstalt (FVA) Freiburg, ob die Meldungen über Sichtungen von Jägern und Privatpersonen, die Luchse im schweizerischen Bargen bei Schaffhausen und im angrenzenden deutschen Randengebiet gesehen haben wollen, plausibel sind.

### Landschaftsschutzgebiet
Große Teile des Hegau sind seit 19. September 1952 als Landschaftsschutzgebiet ausgewiesen.
Das LSG Hegau im Landkreis Konstanz (Schutzgebietsnummer 3.35.004) erstreckt sich mit einer Größe von derzeit 8425 Hektar über die Gemarkungen Anselfingen, Bargen, Bietingen, Binningen, Duchtlingen, Ebringen, Engen, Gottmadingen, Hilzingen, Mühlhausen, Riedheim, Rielasingen, Singen, Watterdingen, Weiterdingen, Weil, Welschingen und Zimmerholz.
Im Landkreis Tuttlingen (Schutzgebietsnummer 3.27.057) befindet sich das LSG Hegau auf der Gemarkung von Immendingen.

Hegaulandschaft bei Büßlingen (2011)
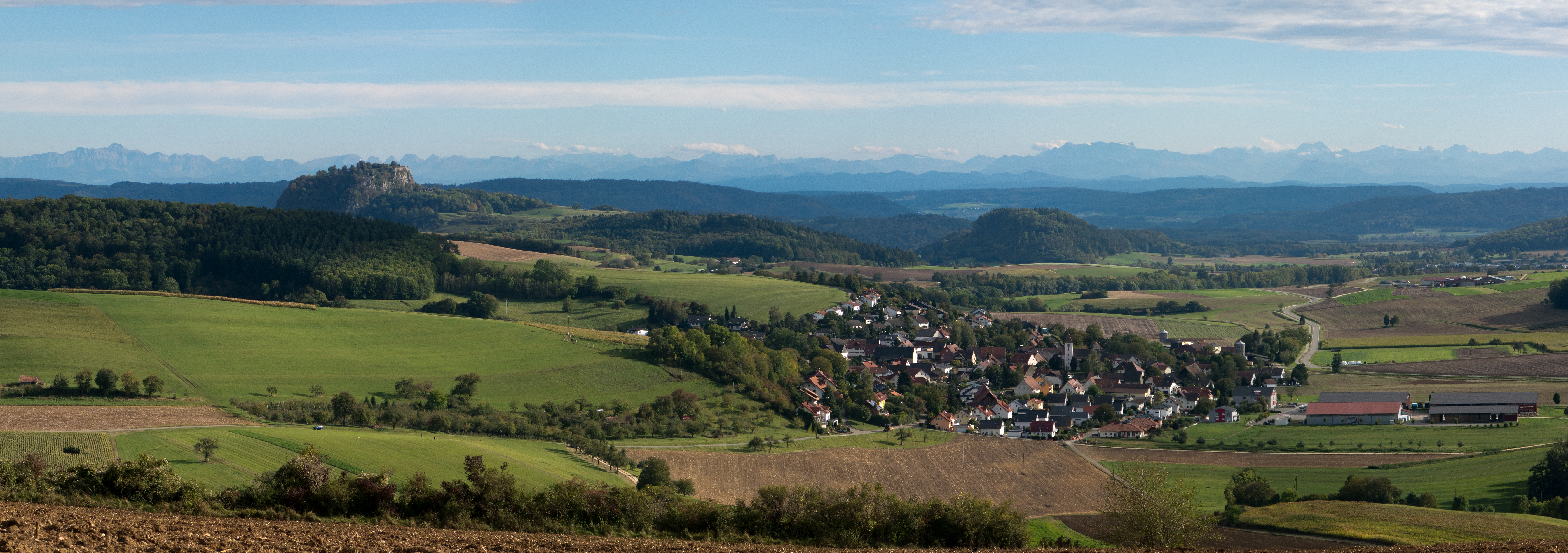
Hegaulandschaft bei Duchtlingen mit Hohentwiel links und den Alpen im Hintergrund
Hegau mit den markanten Bergen Hohenstoffeln, Mägdeberg und Hohenhewen

## Filme
- Spuren im Stein – Burgen und Vulkane im Hegau Geschichte & Entdeckungen; ein Film von Dirk Neumann, 2019
- Unterwegs im Hegau Kegel, Krippen und Aromen; SWR Fernsehen, 2017